# La Rioja, Argentina

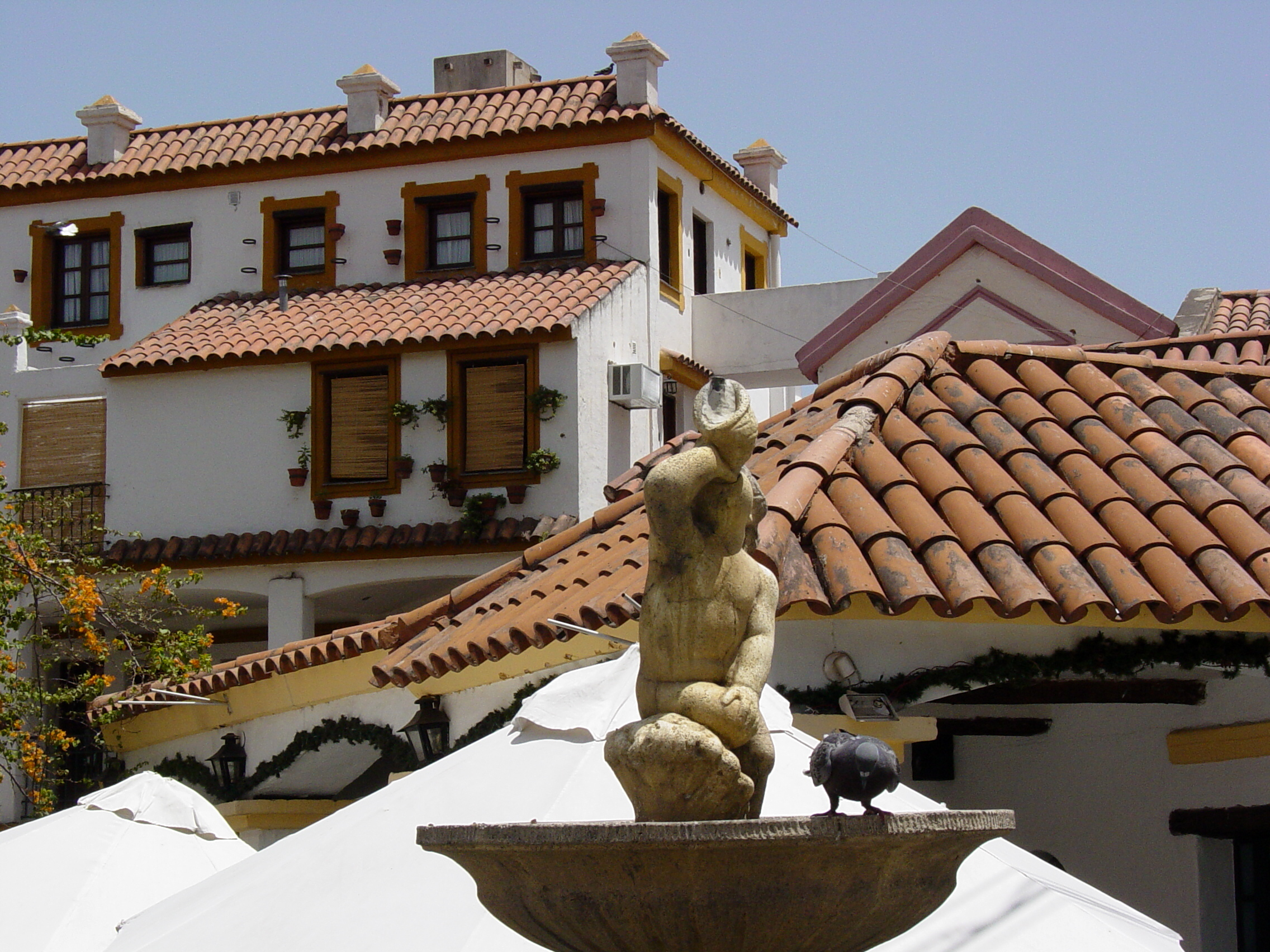
Äldre bebyggelse i La Rioja.

La ciudad de todos los santos de la nueva Rioja är huvudstad i regionen La Rioja i nordvästra Argentina. Staden hade cirka 140 000 invånare år 2012.